# Chamboulive
Chamboulive é uma comuna francesa na região administrativa da Nova Aquitânia, no departamento de Corrèze. Estende-se por uma área de 46,8 km². Em 2010 a comuna tinha 1 222 habitantes (densidade: 26,1 hab./km²).